# 12686 Bezuglyj
12686 Bezuglyj (1986 TT11) là một tiểu hành tinh vành đai chính được phát hiện ngày 3 tháng 10 năm 1986 bởi L. G. Karachkina ở Đài vật lý thiên văn Crimean.